# Décès en janvier 2016
Décès
- 2012
- 2013
- 2014
- 2015
- 2016
- 2017
- 2018
- 2019
- 2020

Pour une information complémentaire, voir la page d'aide.

| Date        | Nom                                   | Activités | Âge      | Source |
| ----------- | ------------------------------------- | --- | -------- | ------ |
| 1er janvier | Dale Bumpers                          | Homme politique américain.                                                                                               | 90       | (en)   |
| 1er janvier | Antonio Carrizo (es)                  | Animateur de radio et de télévision argentin.                                                                            | 89       | (es)   |
| 1er janvier | Brian Johns                           | Homme d'affaires et journaliste australien.                                                                              | 79       | (en)   |
| 1er janvier | Gilbert Kaplan (en)                   | Homme d'affaires américain.                                                                                              | 79       | (en)   |
| 1er janvier | Gilberto Mendes                       | Compositeur brésilien.                                                                                                   | 93       | (pt)   |
| 1er janvier | John Coleman Moore                    | Mathématicien américain.                                                                                                 | 92       | (en)   |
| 1er janvier | Mike Oxley                            | Homme politique américain.                                                                                               | 71       | (en)   |
| 1er janvier | Ian Pieris                            | Joueur srilankais de cricket.                                                                                            | 82       | (en)   |
| 1er janvier | Jim Ross (en)                         | Joueur canadien de hockey sur glace.                                                                                     | 89       | (en)   |
| 1er janvier | Vilmos Zsigmond                       | Directeur de la photographie américain.                                                                                  | 85       | (en)   |
| 2 janvier   | George Alexandru (ro)                 | Acteur roumain. | 58       | (ro)   |
| 2 janvier   | Marcel Barbeau                        | Artiste peintre et sculpteur canadien, québécois.                                                                        | 90       |        |
| 2 janvier   | Ardhendu Bhushan Bardhan (en)         | Homme politique indien.                                                                                                  | 91       | (en)   |
| 2 janvier   | Frances Cress Welsing                 | Psychiatre américaine.                                                                                                   | 80       | (en)   |
| 2 janvier   | Émile Daniel                          | Joueur et entraîneur de football français.                                                                               | 88       |        |
| 2 janvier   | Anne-Marie Delcambre                  | Intellectuelle française, spécialiste de l'islam.                                                                        | 72       |        |
| 2 janvier   | Michel Delpech                        | Auteur-compositeur-interprète français.                                                                                  | 69       |        |
| 2 janvier   | Leonard Evans (en)                    | Homme politique canadien.                                                                                                | 86       | (en)   |
| 2 janvier   | Armand Libérati                       | Footballeur français. | 92       |        |
| 2 janvier   | Nimr Baqr al-Nimr                     | Ayatollah et dissident saoudien.                                                                                         | 56       |        |
| 2 janvier   | Gisela Mota Ocampo                    | Femme politique mexicaine.                                                                                               | 33       | (en)   |
| 3 janvier   | Paul Bley                             | Pianiste canadien de jazz.                                                                                               | 83       | (en)   |
| 3 janvier   | Stephen Bosworth                      | Diplomate américain. | 76       | (en)   |
| 3 janvier   | Bertrand Calenge                      | Bibliothécaire français.                                                                                                 | 63       |        |
| 3 janvier   | Louis Dauge                           | Diplomate français. | 97       |        |
| 3 janvier   | Barnabas Halem 'Imana (de)            | Prélat catholique ougandais.                                                                                             | 87       | (en)   |
| 3 janvier   | Alberto Iniesta (es)                  | Prélat catholique espagnol.                                                                                              | 92       | (es)   |
| 3 janvier   | Raymond W. Lessard (en)               | Prélat catholique américain.                                                                                             | 85       | (en)   |
| 3 janvier   | Peter Naur                            | Informaticien danois. | 87       | (en)   |
| 3 janvier   | Bill Plager (en)                      | Défenseur canadien de hockey sur glace.                                                                                  | 70       | (en)   |
| 4 janvier   | Frank Armitage                        | Animateur et illustrateur américain.                                                                                     | 91       | (en)   |
| 4 janvier   | Rūsiņš Mārtiņš Freivalds              | Informaticien et mathématicien letton.                                                                                   | 73       | (lv)   |
| 4 janvier   | Michel Galabru                        | Acteur français. | 93       |        |
| 4 janvier   | Long John Hunter                      | Chanteur et guitariste américain de blues.                                                                               | 84       | (en)   |
| 4 janvier   | Bulcsú László                         | linguiste, informatologiste, écrivain, traducteur et polyglotte croate.                                                  | 93       |        |
| 4 janvier   | John Roberts                          | Footballeur international gallois.                                                                                       | 69       | (en)   |
| 4 janvier   | Robert Stigwood                       | Producteur australien.                                                                                                   | 81       |        |
| 4 janvier   | André Turcat                          | Pilote d'avion et homme politique français.                                                                              | 94       |        |
| 5 janvier   | Pierre Boulez                         | Compositeur, pédagogue et chef d'orchestre français.                                                                     | 90       |        |
| 5 janvier   | Jean-Paul L'Allier                    | Homme politique québécois.                                                                                               | 77       |        |
| 5 janvier   | Tancrède Melet                        | Sportif français. | 32       |        |
| 5 janvier   | Uche Okeke                            | Illustrateur, peintre, sculpteur, poète et théoricien de l'art et de l'esthétique moderniste nigérian.                   | 82       | (en)   |
| 5 janvier   | Anatoly Roshchin                      | Lutteur soviétique, champion et vice-champion olympique (1964, 1968, 1972).                                              | 83       | (ru)   |
| 6 janvier   | Chocolate Armenteros                  | Trompettiste cubain de jazz.                                                                                             | 87       | (en)   |
| 6 janvier   | Pat Harrington Jr.                    | Acteur américain. | 86       | (en)   |
| 6 janvier   | Christy O'Connor Jr (en)              | Golfeur irlandais. | 67       | (en)   |
| 6 janvier   | Silvana Pampanini                     | Actrice italienne. | 90       |        |
| 6 janvier   | Nivaria Tejera                        | Poétesse et romancière cubaine.                                                                                          | 86       | (es)   |
| 6 janvier   | Yves Vincent                          | Acteur français. | 94       |        |
| 7 janvier   | André Courrèges                       | Styliste français. | 92       |        |
| 7 janvier   | Georges Gandhi Tounkara               | Entrepreneur et homme politique guinéen.                                                                                 | 58       |        |
| 7 janvier   | Robert Goossens                       | Bijoutier et orfèvre français.                                                                                           | 88       |        |
| 7 janvier   | John Johnson                          | Basketteur américain. | 68       | (en)   |
| 7 janvier   | Richard Libertini                     | Acteur américain. | 82       | (en)   |
| 7 janvier   | Ashraf Pahlavi                        | Princesse iranienne. | 96       | (en)   |
| 7 janvier   | Roland Peugeot                        | Industriel automobile français.                                                                                          | 89       |        |
| 7 janvier   | Sergey Shustikov                      | Footballeur russe. | 45       | (ru)   |
| 7 janvier   | Sergueï Simonov (en)                  | Joueur russe de hockey sur glace.                                                                                        | 23       | (ru)   |
| 7 janvier   | Hansrudi Wäscher                      | Dessinateur allemand. | 87       | (de)   |
| 7 janvier   | Valerio Zanone                        | Homme politique italien.                                                                                                 | 79       | (it)   |
| 8 janvier   | Otis Clay                             | Chanteur américain de soul et de R&B.                                                                                    | 73       | (en)   |
| 8 janvier   | Philippe Mareuil                      | Acteur français. | 89       | (fr)   |
| 8 janvier   | Medea Jugeli                          | Gymnaste soviétique, championne et vice-championne olympique aux Jeux olympiques d'été de 1952.                          | 90       | (ru)   |
| 8 janvier   | German Moreno (en)                    | Acteur philippin. | 82       | (en)   |
| 8 janvier   | Patrick Reid                          | Joueur irlandais de rugby.                                                                                               | 91       | (en)   |
| 8 janvier   | Carlos Milcíades Villalba Aquino (de) | Prélat catholique paraguayen.                                                                                            | 91       | (es)   |
| 9 janvier   | Merab Chigoev                         | Homme politique géorgien d'origine sud-ossète.                                                                           | 65       | (ru)   |
| 9 janvier   | Maria Teresa De Filippis              | Pilote de Formule1 italienne.                                                                                            | 89       | (it)   |
| 9 janvier   | John Harvard                          | Homme politique canadien.                                                                                                | 77       | (en)   |
| 9 janvier   | Myra Carter                           | Actrice américaine. | 86       | (en)   |
| 9 janvier   | José María Rivas                      | Footballeur salvadorien.                                                                                                 | 57       | (es)   |
| 9 janvier   | Paul-Marie Rousset                    | Prélat catholique français, évêque de Saint-Étienne (1971-1987).                                                         | 94       |        |
| 9 janvier   | Angus Scrimm                          | Acteur américain. | 89       | (en)   |
| 10 janvier  | Abbas Bahri                           | Mathématicien tunisien.                                                                                                  | 61       |        |
| 10 janvier  | David Bowie                           | Chanteur et acteur britannique.                                                                                          | 69       |        |
| 10 janvier  | Ann Z. Caracristi                     | Scientifique et cryptanalyste américaine.                                                                                | 94       | (en)   |
| 10 janvier  | Carolyn Denning                       | Pédiatre américaine. | 88       | (en)   |
| 10 janvier  | Michael Galeota (en)                  | Acteur américain. | 31       |        |
| 10 janvier  | Francis Thomas Hurley (en)            | Prélat catholique américain.                                                                                             | 88       | (en)   |
| 10 janvier  | George Jonas                          | Écrivain et journaliste canadien.                                                                                        | 80       | (en)   |
| 10 janvier  | Kalevi Lehtovirta                     | Footballeur finlandais.                                                                                                  | 87       |        |
| 10 janvier  | Yusuf Zuaiyin                         | Homme politique syrien, premier ministre (1965, 1966-1968).                                                              | 84       | (en)   |
| 11 janvier  | Berge Furre                           | Historien, homme politique et théologien norvégien.                                                                      | 78       | (no)   |
| 11 janvier  | Stanley Mann                          | Producteur et scénariste canadien.                                                                                       | 87       | (en)   |
| 11 janvier  | John B. Mansbridge                    | Directeur artistique américain.                                                                                          | 98       | (en)   |
| 11 janvier  | David Margulies                       | Acteur américain. | 78       | (en)   |
| 11 janvier  | Albert Onyembo Lomandjo (en)          | Prélat catholique congolais, C.S.Sp.                                                                                     | 84       |        |
| 11 janvier  | Gunnel Vallquist                      | Écrivain suédois. | 97       | (sv)   |
| 12 janvier  | Robert Black                          | Meurtrier irlandais (écossais).                                                                                          | 68       | (en)   |
| 12 janvier  | Ivan Boukavchine                      | Joueur d'échecs russe.                                                                                                   | 20       | (ru)   |
| 12 janvier  | Gastón Guzmán                         | Mycologue et anthropologue mexicain.                                                                                     | 83       | (es)   |
| 12 janvier  | Ruth Leuwerik                         | Actrice allemande. | 91       | (de)   |
| 12 janvier  | Witold Mańczak                        | Linguiste polonais. | 91       | (pl)   |
| 12 janvier  | Anti Marguste                         | Compositeur estonien. | 84       |        |
| 12 janvier  | William Needles (en)                  | Acteur canadien. | 97       | (en)   |
| 12 janvier  | David Sime                            | Athlète américain, médaillé d'argent aux Jeux olympiques d'été de 1960.                                                  | 79       | (en)   |
| 13 janvier  | Brian Bedford                         | Acteur britannique. | 80       | (en)   |
| 13 janvier  | Giorgio Gomelsky                      | Réalisateur artistique et imprésario suisse.                                                                             | 81       | (en)   |
| 13 janvier  | Roger Gouzy                           | Supercentenaire français.                                                                                                | 110      |        |
| 13 janvier  | Vladimir Valentinovich Pribylovsky    | Politologue russe. | 59       |        |
| 13 janvier  | Zaharije Trnavčević                   | Homme politique serbe.                                                                                                   | 90       | (bs)   |
| 14 janvier  | René Angélil                          | Agent artistique québécois.                                                                                              | 73       |        |
| 14 janvier  | Robert Banks Stewart                  | Scénariste écossais. | 84       | (en)   |
| 14 janvier  | Franco Citti                          | Acteur italien. | 80       | (en)   |
| 14 janvier  | Ellen Meiksins Wood                   | Historienne marxiste américaine.                                                                                         | 73       | (en)   |
| 14 janvier  | Alan Rickman                          | Acteur, réalisateur, scénariste et metteur en scène britannique.                                                         | 69       | (en)   |
| 14 janvier  | Shaolin                               | Humoriste brésilien. | 44       | (pt)   |
| 14 janvier  | Tera Wray                             | Actrice pornographique américaine.                                                                                       | 33       | (en)   |
| 14 janvier  | Leonid Zhabotinsky                    | Haltérophile soviétique, champion olympique (1964, 1968).                                                                | 77       |        |
| 15 janvier  | Peter Atteslander                     | Sociologue suisse. | 89       | (de)   |
| 15 janvier  | Daniel Joseph Bohan                   | Prélat catholique canadien.                                                                                              | 74       |        |
| 15 janvier  | Robert Darène                         | Réalisateur français. | 102      |        |
| 15 janvier  | Robin Fletcher                        | Joueur de hockey sur gazon britannique, médaillé de bronze aux Jeux olympiques d'été de 1952.                            | 93       | (en)   |
| 15 janvier  | Michèle Martin                        | Actrice française. | 96       |        |
| 15 janvier  | Alexandre Reza                        | Joaillier français. | 93       |        |
| 15 janvier  | Anissa Rawda Najjar                   | Féministe libanaise. | 102      | (en)   |
| 15 janvier  | Manuel Velázquez                      | Footballeur espagnol. | 72       |        |
| 15 janvier  | Aristide von Bienefeldt               | Écrivain néerlandais. | 51       | (de)   |
| 16 janvier  | Hubert Giraud                         | Compositeur français. | 95       |        |
| 16 janvier  | Marie Misamu                          | Chanteuse de gospel congolaise.                                                                                          | 41       |        |
| 16 janvier  | Jean-Noël Rey                         | Personnalité politique suisse.                                                                                           | 66       |        |
| 17 janvier  | Blowfly                               | Rappeur américain. | 76       |        |
| 17 janvier  | Gottfried Honegger                    | Artiste et collectionneur suisse.                                                                                        | 98       | (de)   |
| 17 janvier  | Ion Panțuru                           | Bobeur roumain, médaillé de bronze aux Jeux olympiques d'hiver de 1968.                                                  | 81       | (ro)   |
| 17 janvier  | Francis B. Schulte (en)               | Prélat catholique américain, OESSH.                                                                                      | 89       | (en)   |
| 17 janvier  | Mike Sharpe                           | Lutteur professionnel canadien.                                                                                          | 64       | (en)   |
| 18 janvier  | Leila Alaoui                          | Photographe franco-marocaine.                                                                                            | 33       |        |
| 18 janvier  | Johnny Bach                           | Basketteur puis entraîneur américain.                                                                                    | 91       |        |
| 18 janvier  | Pierre Desruisseaux                   | Poète et écrivain canadien.                                                                                              | 70       |        |
| 18 janvier  | Glenn Frey                            | Musicien (guitariste) américain, membre fondateur du groupe Eagles.                                                      | 67       | (en)   |
| 18 janvier  | Loredana                              | Actrice italienne. | 91       |        |
| 18 janvier  | Mike MacDowel                         | Pilote de courses automobile britannique.                                                                                | 83       | (en)   |
| 18 janvier  | Michel Tournier                       | Écrivain et germaniste français, membre de l'Académie Goncourt (1972-2010).                                              | 91       |        |
| 18 janvier  | Simone Vierne                         | Universitaire française.                                                                                                 | 86       |        |
| 18 janvier  | António de Almeida Santos             | Homme politique portugais.                                                                                               | 89       | (pt)   |
| 19 janvier  | Jean-Philippe Douin                   | Militaire français, chef d'état-major des armées de 1995 à 1998, grand chancelier de la Légion d'honneur de 1998 à 2004. | 75       |        |
| 19 janvier  | Joachim Fernandez                     | Footballeur franco-sénégalais.                                                                                           | 43       |        |
| 19 janvier  | Yasutaro Koide                        | Supercentenaire japonais, doyen masculin de l'humanité.                                                                  | 112      |        |
| 19 janvier  | Claude Ulysse Lefebvre                | Homme politique canadien.                                                                                                | 86       |        |
| 19 janvier  | Richard Levins                        | Mathématicien et écologiste américain.                                                                                   | 85       |        |
| 19 janvier  | Ettore Scola                          | Cinéaste italien. | 84       | (it)   |
| 20 janvier  | Mykolas Burokevičius                  | Homme politique lituanien.                                                                                               | 88       | (lt)   |
| 20 janvier  | Edmonde Charles-Roux                  | Femme de lettres et journaliste française, présidente de l'Académie Goncourt (2002-2013).                                | 95       |        |
| 20 janvier  | Bairbre Dowling                       | Actrice irlando-américaine.                                                                                              | 62       | (en)   |
| 20 janvier  | Ludovic Janvier                       | Poète et écrivain franco-haïtien.                                                                                        | 81-82    |        |
| 20 janvier  | George Weidenfeld                     | Éditeur britannique. | 96       | (de)   |
| 21 janvier  | Marc Cassot                           | Acteur, directeur artistique et metteur en scène français.                                                               | 92       |        |
| 21 janvier  | Marie Daëms                           | Actrice française. | 87       |        |
| 21 janvier  | Bill Johnson                          | Skieur américain, champion aux Jeux olympiques d'hiver de 1984.                                                          | 55       |        |
| 21 janvier  | Seghir Mostefaï                       | Avocat et haut responsable algérien.                                                                                     | 89 ou 90 |        |
| 21 janvier  | Robert Sassone                        | Coureur cycliste français.                                                                                               | 37       |        |
| 21 janvier  | Michael Sheringham (en)               | Professeur spécialiste de littérature française à Oxford.                                                                | 68       |        |
| 22 janvier  | Paul Aïzpiri                          | Peintre et lithographe figuratif français.                                                                               | 96       |        |
| 22 janvier  | Homayoon Behzadi                      | Footballeur puis entraîneur iranien.                                                                                     | 73       | (en)   |
| 22 janvier  | Kamer Genç                            | Homme politique turc. | 75       | (en)   |
| 22 janvier  | Ian Murray (en)                       | Prélat catholique écossais.                                                                                              | 83       | (en)   |
| 22 janvier  | Abolhassan Nadjafi                    | Écrivain et traducteur iranien.                                                                                          | 86       | (fa)   |
| 22 janvier  | Miloslav Ransdorf                     | Homme politique tchèque.                                                                                                 | 62       | (en)   |
| 22 janvier  | Tahsin Yücel                          | Écrivain turc. | 82       | (en)   |
| 23 janvier  | Barry Brickell                        | Potier néo-zélandais. | 80       | (en)   |
| 23 janvier  | Josip Friščić                         | Homme politique croate.                                                                                                  | 66       | (en)   |
| 23 janvier  | Sofía Gandarias                       | Peintre espagnole. | 58-59    | (es)   |
| 23 janvier  | Archie Gouldie (en)                   | Catcheur (lutteur professionnel) canadien.                                                                               | 71       | (en)   |
| 23 janvier  | Monique Laroche                       | Parachutiste française.                                                                                                  | 86       |        |
| 23 janvier  | Yves Le Pape                          | Sculpteur d'art sacré.                                                                                                   | 90       |        |
| 23 janvier  | Bobby Wanzer                          | Basketteur puis entraîneur américain.                                                                                    | 94       | (en)   |
| 24 janvier  | Jimmy Bain                            | Bassiste écossais. | 68       | (en)   |
| 24 janvier  | Fredrik Barth                         | Anthropologue et ethnologue norvégien.                                                                                   | 87       | (no)   |
| 24 janvier  | Daniel Fabre                          | Ethnologue et anthropologue français.                                                                                    | 68       |        |
| 24 janvier  | Clyde Mashore                         | Joueur de baseball américain.                                                                                            | 70       | (en)   |
| 24 janvier  | Marvin Minsky                         | Scientifique américain.                                                                                                  | 88       | (en)   |
| 24 janvier  | Henry Worsley                         | Aventurier et explorateur britannique.                                                                                   | 55       | (en)   |
| 25 janvier  | Emmanuel Darley                       | Écrivain et dramaturge français.                                                                                         | 52       | (fr)   |
| 25 janvier  | Denise Duval                          | Artiste lyrique française.                                                                                               | 94       | (fr)   |
| 25 janvier  | Bernard Quennehen                     | Coureur cycliste français.                                                                                               | 85       | (fr)   |
| 26 janvier  | Ray Pointer                           | Footballeur international anglais.                                                                                       | 79       | (en)   |
| 26 janvier  | Jerzy Tomaszewski                     | Photographe et journaliste polonais.                                                                                     | 92       | (pl)   |
| 26 janvier  | James Sparrow                         | Danseur, acteur, chanteur et chorégraphie français.                                                                      | 77       | (fr)   |
| 26 janvier  | Colin Vearncombe                      | Chanteur britannique connu sous le nom de Black.                                                                         | 53       | (en)   |
| 26 janvier  | Abe Vigoda                            | Acteur américain. | 94       | (en)   |
| 27 janvier  | Madeleine Aumont                      | Voyante française des apparitions christiques de Dozulé.                                                                 | 91       |        |
| 27 janvier  | Augusto Giomo                         | Basketteur puis entraîneur italien.                                                                                      | 75       | (it)   |
| 27 janvier  | Carlos Loyzaga                        | Basketteur puis entraîneur philippin.                                                                                    | 85       | (en)   |
| 27 janvier  | Jean-Louis Martinoty                  | Metteur en scène français d'opéra, administrateur général de l'Opéra de Paris (1986-1989)                                | 70       |        |
| 27 janvier  | Robert Roynette                       | Peintre, décorateur, céramiste et résistant français                                                                     | 93       |        |
| 28 janvier  | Aleš Debeljak                         | Écrivain, poète et traducteur yougoslave puis slovène.                                                                   | 54       | (en)   |
| 28 janvier  | Émile Destombes                       | Évêque français, vicaire apostolique de Phnom-Penh (2001-2010)                                                           | 80       |        |
| 28 janvier  | Paul Kantner                          | Musicien américain. | 74       |        |
| 28 janvier  | Axel Schandorff                       | Coureur cycliste danois, médaillé de bronze aux Jeux olympiques d'été de 1948.                                           | 90       | (da)   |
| 29 janvier  | Karma Chophel                         | Homme politique tibétain, président du Parlement tibétain en exil .                                                      | 66       |        |
| 29 janvier  | Jean-Marie Doré                       | Homme politique guinéen, Premier ministre (2010).                                                                        | 76       |        |
| 29 janvier  | Aurèle Nicolet                        | Flûtiste suisse. | 90       | (es)   |
| 29 janvier  | Jacques Rivette                       | Réalisateur français. | 87       |        |
| 30 janvier  | Frank Finlay                          | Acteur britannique. | 89       | (en)   |
| 30 janvier  | Francisco Flores                      | Homme politique salvadorien, président (1999-2004).                                                                      | 56       |        |
| 30 janvier  | Ken Sailors                           | Basketteur américain. | 95       | (en)   |
| 31 janvier  | Oktovianus Pogau                      | Journaliste et activiste papou d'Indonésie.                                                                              | 23       | (id)   |
| 31 janvier  | Betty Rosenquest                      | Joueuse de tennis américaine.                                                                                            | 90       | (en)   |
| 31 janvier  | Benoît Violier                        | Chef cuisinier franco-suisse.                                                                                            | 44       |        |
| 31 janvier  | Terry Wogan                           | Présentateur de télévision et animateur radio irlandais.                                                                 | 77       | (en)   |